# Venice Blue
| Recensione | Giudizio |
| ---------- | -------- |
| AllMusic   |          |

Venice Blue è un album del cantante pop Bobby Darin, pubblicato dalla Capitol Records nel maggio del 1965.

## Tracce

### LP
(1965, Capitol Records, T 2322/ST 2322)
Lato A (STI-2322)
1. Venice Blue (Cover della canzone francese "Que c'est triste Venise") – 2:34 (testo: Françoise Dorin; adattamento testo in inglese di Gene Lees – musica: Charles Aznavour) – Registrato il 9 marzo 1965 a Hollywood, California
2. I Wanna Be Around – 2:09 (testo: Johnny Mercer, Sadie Vimmerstadt – musica: Johnny Mercer) – Registrato il 16 marzo 1965 a Hollywood, California
3. Somewhere – 2:38 (testo: Stephen Sondheim – musica: Leonard Bernstein) – Registrato il 15 marzo 1965 a Hollywood, California
4. The Good Life (Cover della canzone francese "La Belle Vie") – 2:20 (testo: Jean Broussolle; adattamento testo in inglese di Jack Reardon – musica: Sacha Distel) – Registrato il 16 marzo 1965 a Hollywood, California
5. Dear Heart – 3:05 (testo: Jay Livingston, Ray Evans – musica: Henry Mancini) – Registrato il 16 marzo 1965 a Hollywood, California
6. Softly, As I Leave You (Cover della canzone italiana "Piano") – 2:21 (testo: Giorgio Calabrese; adattamento testo in inglese di Hal Shaper – musica: Tony De Vita) – Registrato il 15 marzo 1965 a Hollywood, California

Durata totale: 15:07
Lato B (ST2-2322)
1. You Just Don't Know – 2:23 (Bobby Darin) – Registrato il 9 marzo 1965 a Hollywood, California
2. There Ain't No Sweet Gal That's Worth the Salt of My Tears – 2:45 (Fred Fisher) – Registrato il 16 marzo 1965 a Hollywood, California
3. Who Can I Turn To? – 2:39 (Leslie Bricusse, Anthony Newley) – Registrato il 15 marzo 1965 a Hollywood, California
4. A Taste of Honey – 2:39 (testo: Rick Marlow – musica: Bobby Scott) – Registrato il 16 marzo 1965 a Hollywood, California
5. In a World without You – 3:09 (Bobby Darin, Rudy Clark) – Registrato il 9 marzo 1965 a Hollywood, California

Durata totale: 13:35

## Formazione
- Bobby Darin – voce
- Ernie Freeman – direttore d'orchestra, arrangiamenti (A1, A3, A6, B1, B3 e B5)
- Richard Wess – direttore d'orchestra, arrangiamenti (A2, A4, A5, B2 e B4)
- Tony Terran – tromba
- Bill Pitman – tromba
- Dick Nash – trombone
- Harry Betts – trombone
- Milt Bernhart – trombone
- Ken Shroyer – trombone
- Lew McCreary – trombone
- Lou Blackburn – trombone
- Dave Wells – trombone
- Paul Horn– flauto, sassofono
- Bill Green – flauto, sassofono
- Plas Johnson – flauto, sassofono
- Earl Palmer – batteria
- Ray Johnson – pianoforte
- Joe Mondragon – contrabbasso
- Chuck Berghofer – contrabbasso
- Tommy Tedesco – chitarra
- Carol Kaye – chitarra
- René Hall – chitarra
- Emil Richards – timpani, maracas, vibrafono
- Harry Bluestone – violino
- Henry Roth – violino
- Bernard Kundell – violino
- William Kurasch – violino
- Victor Arno – violino
- Arnold Belnick – violino
- Leonard Malarsky – violino
- Nathan Ross – violino
- James Getzoff – violino
- Louis Kievman – violino
- Emmet Sargeant – violino
- Sidney Sharp – violino
- Tibor Zelig – violino
- Ralph Schaeffer – violino
- Israel Baker – violino
- Jerome Reisler – violino
- William Weiss – violino
- John De Voogdt – violino
- Alvin Dinkin – viola
- LeRoy Collins – viola
- Myron Sandler – viola
- Harry Hyams – viola
- Alexander Neiman – viola
- Joseph Di Fiore – viola
- Armand Kaproff – violoncello
- Raymond Kelley – violoncello
- Jesse Ehrlich – violoncello
- Joseph Di Tullio – violoncello
- Irving Lipschultz – violoncello
- Edgar Lustgarten – violoncello

### Produzione
- Steve Douglas – produzione
- George Jerman – foto copertina album originale
- Whit Bond – note retrocopertina album originale[4]

## Classifica
Album
| Anno | Classifica    | Posizione raggiunta |
| ---- | ------------- | ------------------- |
| 1965 | Billboard 200 | 132                 |